# Meirinhas
Meirinhas ist eine Gemeinde (Freguesia) im portugiesischen Kreis Pombal (Portugal). In ihr leben 1649 Einwohner (Stand 19. April 2021).